# Cshö Desik
Cshö Desik (hangul: 최대식, handzsa: 崔大植, RR: Choi Dae-shik), (Haman, 1965. január 10. – Haman, 2024. március 27.) válogatott dél-koreai labdarúgó, középpályás, edző.

## Pályafutása
1988–89-ben a Daewoo Royals labdarúgója volt. 1990 és 1995 között a Lucky-Goldstar csapatában szerepelt, ahol egy bajnoki címet szerzett. 1996 és 1999 között a japán Oita Trinita együttesében fejezte be az aktív játékot.
1991 és 1995 között 15 alkalommal szerepelt a dél-koreai válogatottban. Részt vett az 1994-es Egyesült Államokbeli világbajnokságon.

## Sikerei, díjai
Lucky-Goldstar
- Dél-koreai bajnokság
  - bajnok: 1990